# Un printemps en Hollande
Un printemps en Hollande (Een ochtend van zes weken) est un film néerlandais réalisé par Nikolai van der Heyde et sorti en 1966. C'est un des films qui annonce la Nouvelle Vague aux Pays-Bas. 

## Synopsis
Pilote automobile professionnel, Jimmy rencontre le mannequin français Annette. Ils tombent amoureux et partagent leurs joies et leurs peines pendant six semaines. Pourtant, Annette finit par partir. Jimmy n'y croit pas au début, et a du mal à l'accepter.

## Fiche technique
- Titre original : Een ochtend van zes weken
- Réalisation : Nikolai van der Heyde
- Scénario : Nikolai van der Heyde
- Production : Alfred Heineken
- Photographie : Gérard Vandenberg
- Musique : Lars Färnlöf
- Pays : Pays-Bas
- Durée : 79 minutes
- Date de sortie : 30 janvier 1966[2]

## Distribution
- Hans Culeman : Jimmy
- Peter Bergman
- Fred Nagouwen : Appie
- Anne Collette : Annette
- Steve Groff
- Pierre Richard